# Округ Орлинс (Вермонт)
Орлинс (енгл. Orleans County) је округ у америчкој савезној држави Вермонт.

## Демографија
По попису из 2010. године број становника је 27.231, што је 954 (3,6%) становника више него 2000. године.
| Група             | 2000.          | 2010.          |
| Белци             | 25.398 (96,7%) | 26.139 (96,0%) |
| Афроамериканци    | 97 (0,4%)      | 162 (0,6%)     |
| Азијати           | 78 (0,3%)      | 93 (0,3%)      |
| Хиспаноамериканци | 190 (0,7%)     | 305 (1,1%)     |
| Укупно            | 26.277         | 27.231         |